# Gilles Boyer

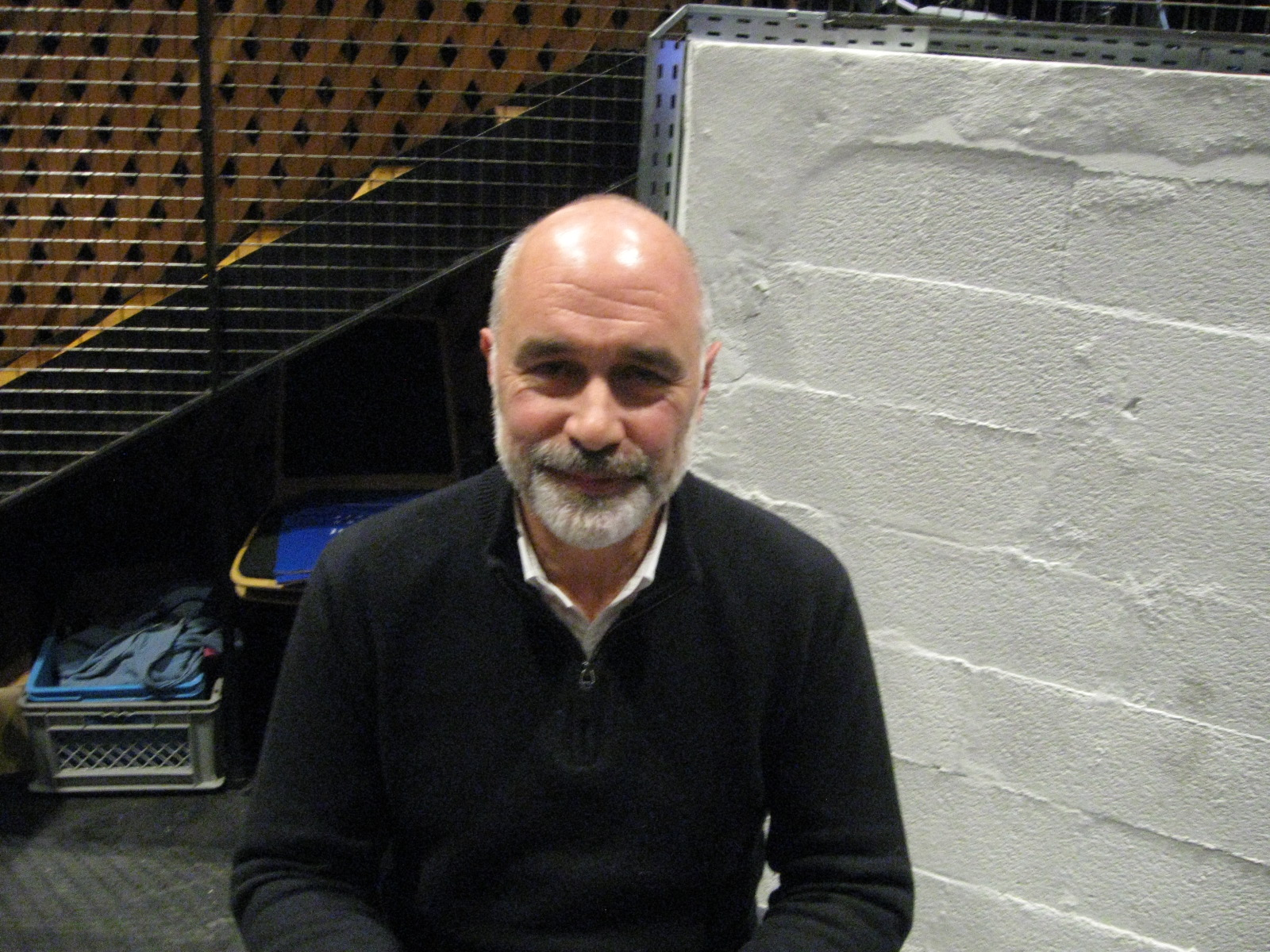
Gilles Boyer (2024)

Gilles Boyer (* 4. Juli 1971) ist ein französischer Politiker (Horizons, bis 2017 UMP/LR). Er ist seit 2019 Mitglied des Europäischen Parlaments.

## Politische Karriere
Boyer studierte an den Universitäten Paris-Nanterre und Paris 1 Panthéon-Sorbonne, schloss mit einer Maîtrise in Rechtswissenschaft und einem DESS im Öffentlichen Recht ab. Er wurde 1997 juristischer Direktor der neogaullistischen Partei Rassemblement pour la République (RPR), zuständig für Wahlnominierungen. Das RPR ging 2002 in der Mitte-rechts-Sammelpartei Union pour un mouvement populaire (UMP) des Präsidenten Jacques Chirac auf. 
Von 2002 bis 2004 diente Boyer als Stabschef des Bürgermeisters von Bordeaux, Alain Juppé. Nach der Verurteilung und dem Amtsverlust Juppés wechselte Boyer als Lobbyist zum privaten Fernsehsender M6. 2006 schrieb er zusammen mit Édouard Philippe, ebenfalls ein Vertrauter Juppés, einen politischen Roman. Als Juppé im selben Jahr wieder zum Bürgermeister von Bordeaux gewählt wurde, kehrte auch Boyer als dessen Stabschef zurück. Er folgte Juppé 2010 als politischer Berater ins Verteidigungs- und 2011 ins Außenministerium.
Später leitete er die Kampagne von Alain Juppé in den Vorwahlen der Republikaner (LR – neuer Name der UMP) im Jahr 2016. Juppé unterlag dabei François Fillon, für dessen Kampagne Boyer anschließend als Schatzmeister fungierte. Als Vorwürfe gegen Fillon wegen eines mutmaßlich zu Unrecht bezogenen Gehalts seiner Frau aufkamen, verließ Boyer dessen Wahlkampfteam. Nach der Wahl Emmanuel Macrons von der neuen Mitte-Partei La République en marche (LREM) zum Staatspräsidenten, ernannte dieser Édouard Philippe zum Premierminister, der wiederum Boyer als politischen Berater in seinen Stab berief. Bei der Parlamentswahl im Juni 2017 trat Boyer im 8. Wahlkreis des Départements Hauts-de-Seine für Les Républicains an, unterlag aber mit 39 % in der Stichwahl gegen Jacques Maire (LREM).
Boyer trat aus LR aus und zog bei der Europawahl 2019 als Parteiloser über die pro-europäische Liste Renaissance (bestehend aus der Präsidentenpartei LREM und kleineren Mitte-Parteien) in das Europäische Parlament ein. Dort sitzt er in der liberalen Fraktion Renew Europe. Er wurde am 2. Juli 2019 zum Quästor des Europäischen Parlaments gewählt und war somit bis zum 18. Januar 2022 Mitglied des Parlamentspräsidiums. Er ist zudem Mitglied des Ausschusses für Wirtschaft und Währung. Im Jahr 2020 trat er auch dem Unterausschuss für Steuerangelegenheiten bei. Zusätzlich zu seinen Ausschussaufgaben ist Boyer Mitglied der Gruppe MEPs Against Cancer. Im Oktober 2021 trat er der neugegründeten Partei Horizons von Édouard Philippe bei.
Nachdem er bei der Europawahl 2024 wiedergewählt wurde, ist er in der 10. Legislaturperiode (2024–2029) Mitglied im Haushaltskontrollausschuss, im Ausschuss für Wirtschaft und Währung und im Unterausschuss für Steuerfragen sowie stellvertretendes Mitglied im Ausschuss für konstitutionelle Fragen.